# 한자와 나오키
《한자와 나오키》(일본어: 半沢直樹)는 이케이도 준의 기업 엔터테인먼트 소설 〈한자와 나오키 시리즈〉를 원작으로 한 드라마이다. 일본에서는 시즌1이 2013년 7월 7일부터 9월 22일까지, 시즌2는 2020년 7월 19일부터 9월 27일까지 TBS 〈일요극장〉으로 방영되었다. 국내에서는 채널W와 OTT 서비스인 왓챠에서 2020년 8월과 9월에 걸쳐 시즌1과 시즌2를 방영하였다.

주연은 한자와 나오키 역의 사카이 마사토.
2014년 1월 1일부터 드라마큐브에서 한국어 더빙/자막판 방영이 예정되어 있다. 공개된 타이틀은 《은행영웅전설 한자와 나오키》.
《우리 버블 입행조》를 바탕으로 한 제1부·오사카 편과 《우리 꽃의 버블조》를 바탕으로 한 제2부·도쿄 본점 편의 2부로 구성되어있다.
캐치프레이즈는, 〈썩을 상사 놈아, 어디 두고 보자!〉. 〈당할 만큼 돌려준다, 배로 갚는다!〉이다.

## 줄거리

### 서두
‘당한 만큼 갚아주겠어. 배로 갚아주겠어!’
한자와 나오키는 높은 위치에 오르겠다고 공언하는 유능한 은행원이다. 한자와가 은행장을 목표로 하는 데는 이유가 있다. 한 때 부모님이 경영하던 공장 사정이 기울자 산업중앙은행이 융자를 거절하고, 아버지는 자살하고 만다.
한자와가 입사한 산업중앙은행은 2002년 도쿄제일은행과 합병하여 세계 3위의 대형 은행 도쿄중앙은행이 된다. 그러나 상층부에서는 구 산업중앙은행파와 구 도쿄제일은행파의 파벌 싸움이 벌어지고 있었다.

### 제1부
전국 융자 영업실적 1위 은행의 목표까지 5억 남은 상태에서 아사노 지점장의 강권으로 서부 오사카 제강회사의 융자를 전향적으로 진행하던 한자와. 하지만 서부 오사카 제강회사가 계획한 듯이 도산하고 사장인 히가시다가 모른척 시치미를 떼가자 융자했던 5억을 회수하려고 하지만 이미 국세청에 파견된 쿠로사키 통괄관 등이 먼저 손을 쓰는 가운데 아사노 지점장과 친밀한 오기노 인사부장이 갑자기 임점을 나오는 등 소란스러운데...

### 제2부
본점 영업 2부로 영전한 한자와, 하지만 동경중앙은행을 주거래은행으로 삼던 이세지마 호텔의 120억 손실과 더불어 금융청에서 조사를 나오는 급박한 상황에서 은행장의 명령으로 이세지마 호텔의 손실 보전 및 금융청 조사 준비라는 막중한 중임을 맡게 된다. 그런데 주식으로 120억의 특별 손실을 낸 하네 전무는 비협조적으로 나오는 가운데 금융청 조사를 나온 인물이 다름 아닌 일전에 오사카에서 붙었던 쿠로사키 조사관이었는데...

## 등장인물

### 한자와와 동기들
한자와 나오키 - 사카이 마사토 (소년기：나카시마 카이토)
도쿄중앙은행 오사카서부 지점 대출과장(2013년판 제1부) → 도쿄본부 영업제2부 차장(2013년판 제2부) → 도쿄센트럴증권 영업기획부 부장(2020년판 제1부) → 도쿄본부 영업제2부 제2그룹 차장(2020년판 제2부).
이시카와현 가나자와시 출신. 게이오기주쿠 대학 경제학부 졸업. 체육회 검도부.
1992년 산업중앙은행 입행.
2013년판 제1부는 산업중앙은행과 도쿄제일은행이 합병 후 새로 출범한 도쿄중앙은행 오사카서부 지점 대출과장으로 재직.
2013년판 제2부는 오사카서부 지점 대출과장에서 도쿄본부로 영전, 영업본부 영업제2부 차장으로 재직.
2020년판 제1부는 도쿄중앙은행 도쿄본부에서 도쿄센트럴증권으로 좌천, 도쿄센트럴증권 영업기획부 부장으로 재직.
2020년판 제2부는 도쿄센트럴증권에서 도쿄본부로 재복귀, 영업본부 영업제2부 제2그룹 차장으로 재직.
'당하면 배로 갚아준다'를 모토로, 남에게 굽히는 것을 가장 싫어한다. 따라서 상사와의 갈등이 끊이지 않지만, 부하로부터의 신뢰는 두텁다.
토마리 시노부 - 오이카와 미츠히로
도쿄중앙은행 도쿄본부 융자부(2013년판) → 도쿄중앙은행 도쿄본부 융자부 기획그룹 차장 (2020년판). 게이오기주쿠 대학 경제학부 졸업.
'은행은 인사가 전부다'라고 공언하는 정보통. 입행시 프로젝트 파이낸스를 지망.
한자와의 가장 큰 조력자.
콘도 나오스케 - 타키토 켄이치
아키하바라히가시구치지점 융자과 과장대리 (2010년경) → 도쿄중앙은행 오사카본점 시스템과 과장 보좌 (2013년판 제1화) → 도쿄중앙은행 도쿄본부 인사부 배속 (2013년판 제2화) → 타미야 전기 경리부장으로 파견(좌천, 2013년판 제6화 ~ 9화) → 도쿄중앙은행 도쿄본점 홍보부 조사역(2013년판 최종화) → 도쿄중앙은행 도쿄본부 홍보실 정보그룹 차장 (2020년판 · 싱가폴 장기 출장중). 게이오기주쿠 대학 상학부 졸업.
상사인 오기소가 스트레스를 많이 주어서 정신질환을 앓게 되고, 이후 타미야 전기로 좌천된다. 좌천된 이후에도 사내에서 적응을 잘 못하고 왕따가 되나, 한자와 덕분에 이후 자신감을 되찾는다. 오오와다 상무가 타미야 전기를 통해서 부인에게 우회융자를 해준 것을 밝혔고, 타미야 사장의 증언을 담은 보고서를 작성해 한자와에게 넘겨주려고 했다. 그러나 홍보부 차장으로 가게 해주겠다는 오오와다의 회유에 넘어가 한자와를 배신한다. 그럼에도 불구하고 한자와는 이를 감싸주고 용서해주었다.

### 한자와가(家)
한자와 하나 - 우에토 아야
나오키의 아내. 상냥스럽고 사랑스러운 성격이다.
한자와 신노스케 - 쇼후쿠테이 츠루베
나오키의 아버지. 나사 공장을 운영하였다. 구 산업중앙은행의 오오와다에게 대출을 받기 위해 비 오는 중에도 무릎 꿇고 빌었지만, 대출을 받지 못해 자살하고 만다. 한자와 나오키가 오오와다 상무를 적으로 여기게 된 이유이다.
한자와 미치코 - 릴리
나오키의 어머니.

### 콘도가(家)
콘도 유키코 - 야마자키 나오코
콘도의 아내. 먼저 가족을 생각하는 가정스러운 성격.

### 도쿄중앙은행 도쿄 본부
나카노와타리 켄 - 키타오오지 킨야
도쿄중앙은행 뉴욕지점 지점장 (2008년경) → 은행장 → 퇴임(2020년판 최종화). 구 도쿄제일은행 출신
'사람'을 소중히 하는 경영철학을 지니고 있다. 합병 후에도 대립하는 '도쿄제일은행'과 '산업중앙은행' 출신간의 파벌의식을 없애기 위해 분주하지만, 오오와다파의 대두에 어찌할지 몰라 주저하고 있다.
2부에서 이세지마 호텔건으로 유아사 사장이 한자와를 지명하자, 예전에 오사카서 지점에서의 불상사를 해결한 한자와를 이세지마 호텔의 담당으로 지명해 버린다.
한자와가 오오와다의 비리를 밝혀낸 이후, 오오와다를 1단계 강등시키고, 한자와를 도쿄 센트럴 증권으로 일시적으로 좌천시킨다.
오오와다 아키라 - 카가와 테루유키
상무이사 → 이사(강등). 구 산업중앙은행 출신.
최연소로 상무이사를 단 수완가. 권모술수와 부하 장악에 능하지만, 항상 냉정해서 지금까지 키워온 부하를 자를 때도 주저함이 없는 성격. 사실 주인공의 아버지 신노스케가 자살을 하게 한 계기가 된 코마다 산업의 대출을 중단시킨 장본인. 아사노 타다스와 마찬가지로 직업윤리를 심각하게 위반한 자.
이세지마 호텔의 하네 전무와 손잡고 한자와와 나카노와타리 은행장을 물러나게 할 계책을 숨겨두었고, 콘도가 파견나간 타미야 전기를 통해서 경영이 어려웠던 아내의 사업을 돕기 위해 3000만엔을 부정전대 시킨 불법을 감행하였다. 그러나 이사회에서 자신의 심복인 키시카와 신고가 이 비리 사실들에 대해 인정하면서, 결국 한자와 나오키에게 도게자를 하게 된다. 은행원으로서 해서는 안 될 짓을 했지만, 예상과 달리 1단계 강등에 그치게 된다.
키시카와 신고 - 모리타 준페이
이사 겸 업무총괄부 부장. 오오와다의 심복.
자신의 딸을 은행을 감시하는 금융청 관료인 쿠로사키 슌이치와 정략결혼시킨다. 그러나 한자와가 이를 알게 되면서 약점이 잡히게 되고, 자신의 상사인 오오와다의 비리를 털어놓게 된다.

### 금융청
쿠로사키 슌이치 - 카타오카 아이노스케
금융청 검사관 → 오사카지방 국세국 사찰부 총괄관(1부) → 금융청 검사국 주임검사관(2부)
금융청 검사로 대형은행이던 다이도(大同)은행을 파산에 이르게 한 후 비난여론이 거세지자, 잠시 오사카 국세국으로 낙하산 이동되었었다. 수완가지만 오만하고 히스테릭한 성격.
여성스러운 말투를 사용하며, 화날 때는 부하들의 성기를 때린다.
제1부에서, 서오사카 스틸 탈세조사를 지휘하면서 한자와와 동경중앙은행의 앞을 가로막았다. 한자와보다 먼저 후지사와 미키를 접촉하고, 그녀의 위법 행위를 불문에 부치는 조건으로 협력을 받아내지만, 나중에 한자와와 손잡은 미키의 계략에 의해 제압되어 버려, 한자와에 대한 큰 분노를 가지게 된다. 제2부에서는 다시 금융청에 복귀, 경영이 악화된 이세시마 호텔 관련 금융기관 검사를 지휘하고 있다. 이 과정에서 누군가의 누출로 이세지마 호텔 사건을 다룬 문서를 한자와가 집에 피신 시킨것을 알고, 부하를 한자와의 집에 보내서 기습가택 조사를 실시하는 등 아주 짓궃은 일을 하고 있지만, 모두 실패했다. 그리고 키시카와 신고 이사의 딸과 결혼하게 된다.

### 제1부 오사카 편

#### 도쿄중앙은행 (1부)
2002년 약 2조9천억엔의 거액의 불량채권을 안고 있던 산업중앙은행은 재기를 위해, 도쿄제일은행과 합병해 세계 3위 메가뱅크인 도쿄중앙은행으로 새롭게 태어났다. 오사카서 지점은 구 산업중앙은행계의 지점으로 융자고에서 전국 톱클래스를 자랑하고 있었다.

##### 도쿄중앙은행 오사카서 지점
아사노 타다스 - 이시마루 칸지
지점장 → 레이에스 공기(工機) 마닐라 중앙공장 파견(좌천). 예전 도쿄본부 인사부. 도쿄대학 경제학부 졸업.
오오와다 상무 파벌 소속. 오오와다에게는 저자세지만, 한자와와 부하들한테는 고압적이고 오만한 태도. 그리고 무엇보다도 은행원으로서의 직업윤리를 심각하게 위반했다.
서오사카 스틸 융자사고 주범 중 한 명이다. 중학교 동창인 히가시다 서오사카 스틸 사장과 공모해 5억 엔의 대출을 강행하고, 히가시다의 고의부도로 회수 불가능해진 5억 엔의 책임을 부하인 한자와에게 뒤집어 씌웠다. 고의부도 계획을 세운 것은 자신의 주식 실패를 만회하기 위한 것으로, 이 계획을 실행한 대가로 히가시다에게 넘어간 5억 엔 중 5천만 엔을 받았다. 압력에 굴하지 않는 한자와를 증오하고, 재량임점 등 온갖 수단을 동원해 좌천시키려고 했다. 그러나 결국 한자와에 의해 5억 엔은 보기 좋게 회수되고, 한자와 대신 동남아시아의 공장에 좌천되었다.
에지마 히로시 - 미야카와 이치로타
부지점장.
나카니시 에이지 - 나카지마 유토 (Hey! Say! JUMP)
융자과. 한자와의 부하. 입행 2년째.
카키우치 - 스다 쿠니히로
융자과. 한자와의 부하.
카쿠타 - 모로 모로오카
융자과. 한자와의 부하.

##### 도쿄중앙은행 도쿄본부
오기소 - 히다 야스히토
인사부 차장. 예전 아사노 지점장의 부하로 비열한 성격.
아사노 지점장과 함께, 한자와를 좌천시키기 위해 재량임점을 실시한다. 그러나 재량임점 과정에서 일부 서류를 훔치고 한자와의 탓으로 덮어씌운 게 발각되면서 좌천되었다.

#### 오사카지방 국세국 사찰부
사가미 - 이시구로 히데오

오오츠카 - 나가오카 타스쿠

와키야 - 오카 아유미
쿠로사키의 부하.

#### 서오사카 스틸
히가시다 미츠루 - 우카지 타카시
서부 오사카 스틸 사장.
중학교 동창인 아사노 타다스 지점장과 공모해 도쿄중앙은행에서 5억 엔을 빌린 후, 고의적으로 기업을 도산시켜 막대한 자금을 획득한다. 그러나 한자와 나오키에게 통장을 압류당한다.
후지사와 미키 - 단 미츠
히가시다의 애인.
그러나 한자와의 설득에 넘어가 한자와 나오키에게 히가시다의 막대한 자금이 담긴 통장을 넘겨주었고, 덕분에 한자와는 5억 엔 회수에 성공하게 되었다.
타케시타 키요히코 - 아카이 히데카즈
타케시타 금속 사장.
나미노 요시히로 - 라살 이시이
서부 오사카 스틸 경리 과장.
이타바시 - 오카다 코키
아와지 강재 사장.

#### 부인회
아사노 리에 - 나카지마 히로코
아사노 타다스의 부인. 아사노 지점장과 한자와 융자과장 간의 큰 갈등이 있었지만, 아사노 리에는 그 사실을 전혀 몰랐다.
에지마 사나에 - 타나카 미나코
에지마 히로시의 부인.
카쿠타 미츠요 - 나카타 유코
카쿠타의 부인.
카키우치 요시에 - 우다가와 사야카
카키우치의 부인.

#### 그 외
나츠메 미쿠 - 본인
도쿄 중앙 은행의 이미지 캐릭터.

### 제2부 도쿄 편

#### 도쿄중앙은행 (2부)
한자와가 도쿄본부 영업2부 차장으로 영전한지 약 1년 지난 시점에서 이야기가 시작된다.

#### 도쿄중앙은행
나이토 히로시 - 요시다 코타로
본점 제2영업부 부장으로 한자와 나오키의 상관
카이세 이쿠오 - 카와하라 카즈히사
도쿄중앙은행 쿄바시지점 지점장
코자토 노리오 - 테즈카 토루
도쿄중앙은행 쿄바시지점 과장
후쿠야마 케이지로 - 야마다 쥰다이
도쿄중앙은행 도쿄본부 융자부 차장

#### 이세지마 호텔
유아사 타케시 - 스루가 타로
이세지마 호텔의 젊은 사장
하네 나츠코 - 바이쇼 미츠코
이세지마 호텔의 전무
코고시 시게노리 - 코바야시 타카시
이세지마 호텔의 전 경리과 과장

#### 타미야 전기
타미야 모토키 - 마에카와 야스유키
타미야 전기의 사장
토다 히데유키 - 리쥬 고
타미야 전기의 경리과 과장

#### 기타
아부라야마 테츠야 - 카노시타 타카유키
하쿠스이 은행 융자과 과장으로 한자와 나오키와 토마리 시노부 대학시절의 친구

## 제작진
- 원작: 이케이도 준 《우리 버블 입행조》 《우리 꽃의 버블조》
- 각본: 야츠 히로유키
- 각본 협력: 츠보타 후미
- 음악: 핫토리 타카유키
- 광고 기획: 아키야마 마코토
- 연출: 후쿠자와 카츠오, 타나자와 타카요시, 타나카 켄타
- 프로듀서: 이요다 히데노리, 이이다 카즈타카
- 제작 저작: TBS TV

## 방영 목록
| 부                                                                      | 방송회 | 방송일   | 부제 (서브 타이틀) | 연출              | 시청률    | 시청률      |
| 부                                                                      | 방송회 | 방송일   | 부제 (서브 타이틀) | 연출              | 간토 지구 | 간사이 지구 |
| ----------------------------------------------------------------------- | ------ | -------- | --- | ----------------- | --------- | ----------- |
| 제1부                                                                   | 제1화  | 7월 7일  | 당하면 배로 돌려주기! 못된 상사에게 맞서는 뉴 히어로 탄생!! 5억을 되찾을 수 있을까? 사택에서의 아내들의 싸움 출세인가? 우정인가? | 후쿠자와 카츠오   | 19.4%     | 20.6%       |
| 제1부                                                                   | 제2화  | 7월 14일 | 상사의 누명을 벗겨라! 나쁜 놈에게 배로 돌려주기                                                                                  | 후쿠자와 카츠오   | 21.8%     | 19.9%       |
| 제1부                                                                   | 제3화  | 7월 28일 | 썩을 상사에게 배로 돌려주기! 부하의 핀치를 구할 수 있을까!? 배신자도 출현                                                        | 후쿠자와 카츠오   | 22.9%     | 25.6%       |
| 제1부                                                                   | 제4화  | 8월 4일  | 10배로 갚을 수 있을 것인가! 상사와 부하의 배신                                                                                   | 후쿠자와 카츠오   | 27.6%     | 27.5%       |
| 제1부                                                                   | 제5화  | 8월 11일 | 한자와가 좌천…!? 살아 남음을 건 전쟁                                                                                             | 타나자와 타카요시 | 29.0%     | 29.5%       |
| 제2부                                                                   | 제6화  | 8월 25일 | 5억에서 120억! 도쿄에서 배로 돌려주는 것이 가능할까? 본점으로 이동한 한자와는 거대한 적과 싸운다!!                               | 후쿠자와 카츠오   | 29.0%     | 32.8%       |
| 제2부                                                                   | 제7화  | 9월 1일  | 한자와가 엎드리다! 절체절명의 대핀치                                                                                             | 타나자와 타카요시 | 30.0%     | 31.2%       |
| 제2부                                                                   | 제8화  | 9월 8일  | 강적 라이벌 등장! 지면 좌천 위기                                                                                                 | 타나카 켄타       | 32.9%     | 32.7%       |
| 제2부                                                                   | 제9화  | 9월 15일 | 최종 결전!~좌천을 걸은 금융청 검사!!                                                                                             | 후쿠자와 카츠오   | 35.9%     | 36.7%       |
| 제2부                                                                   | 최종화 | 9월 22일 | 100배로 갚을 것인가 최후에 땅에 엎드리는 것은 누구냐! ~충격의 결말!! 우정인가? 배신인가?                                         | 후쿠자와 카츠오   | 42.2%     | 45.5%       |
| 평균 시청률 28.7% (시청률은 간토 지구·간사이 지구·비디오 리서치사 조사) |        |          | |                   |           |             |

비고
- 첫회는 1시간 확대 (21:00 ~ 22:48). 제3화는 15분 확대 (21:00 ~ 22:09). 제6화는 25분 확대 (21:00 ~ 22:19).
- 7월 21일은 JNN 보도 특별 방송 《여름의 결전! 참의원 2013 일본 어디로 가!? ~당신이 고른 미래~》 방송때문에 휴지.
- 8월 18일은 《세계 육상 모스크바 2013》 방송때문에 휴지.